# 甲斐住吉站
甲斐住吉站（日语：／ Kai-sumiyoshi eki */?）是位於山梨縣甲府市住吉二丁目，東海旅客鐵道（JR東海）的身延線車站。

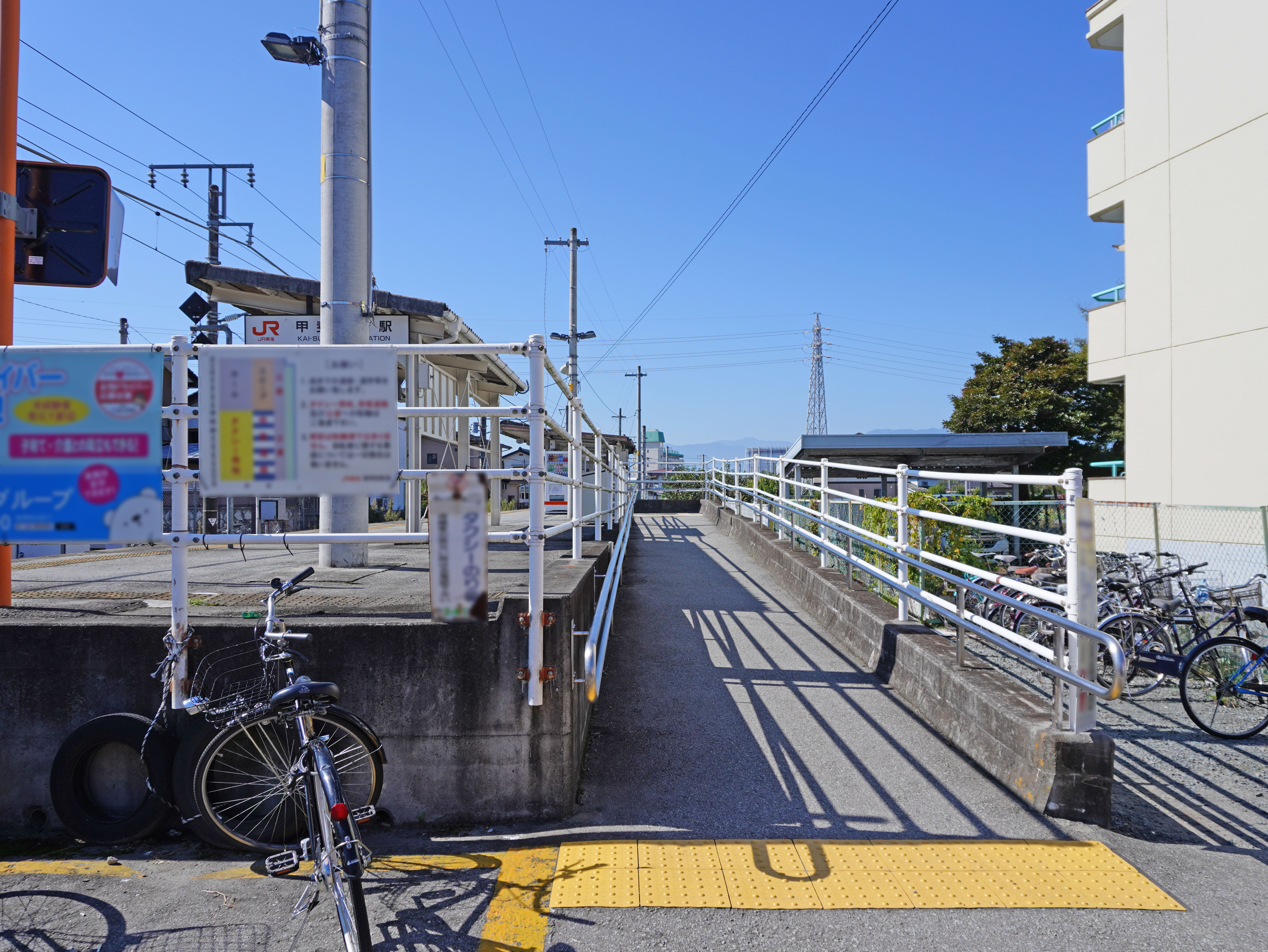
車站入口(2022年10月)

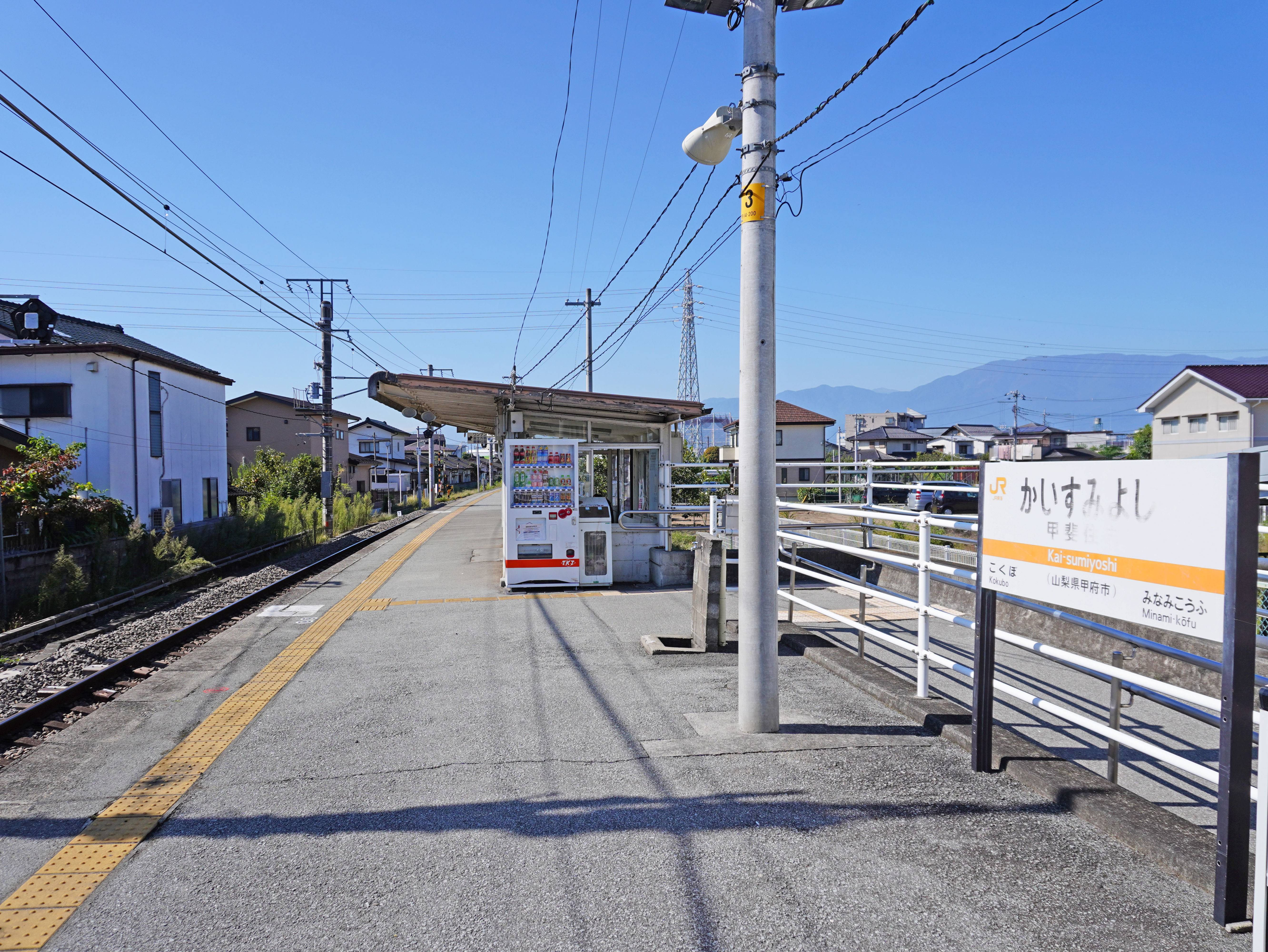
月台(2022年10月)

## 歷史
- 1931年（昭和6年）4月1日：富士身延鐵道甲府住吉停留場啟用，為旅客車站[1]。
- 1938年（昭和13年）10月1日：富士身延鐵道借給鐵道省使用，成為身延線[1]。同時升級為車站，名為甲斐住吉站。
- 1941年（昭和16年）5月1日：富士身延鐵道正式國有化[1]。
- 1987年（昭和62年）4月1日：伴隨國鐵分割民營化，車站由東海旅客鐵道（JR東海）營運[1]。

## 車站構造
本站是地面車站，設有1面1線的單式月台。月台位於路軌西北方。此站是由南甲府站管理的無人車站。此站沒有車站大樓，月台上設有磚頭造的候車室和上蓋。候車室從前設有門，現已撤走。候車室的支柱使用古老路軌，在1880年代由英國Cammel公司製造，有路軌上刻上了製造公司。

## 使用狀況
以下為近年1日乘車人次列表：
| 乘車人次變化 | 乘車人次變化     | 乘車人次變化 |
| 年度         | 1日平均 乘車人次 |              |
| ------------ | ---------------- | ------------ |
| 2005         | 410              |              |
| 2006         | 399              |              |
| 2007         | 442              |              |
| 2008         | 470              |              |
| 2009         | 454              |              |
| 2010         | 447              |              |
| 2011         | 421              |              |
| 2012         | 416              |              |
| 2013         | 488              |              |
| 2014         | 467              |              |
| 2015         | 466              |              |
| 2016         | 498              |              |
| 2017         | 517              |              |

## 車站周邊
車站位於甲府市郊外的住宅區中。車站東北方500米設有住吉神社。在2005年3月前，站前設有製冰、冷凍甜點的工場和室內溜冰場，現已拆毀並變為住宅區。車站周邊較多高校，因此早上和黃昏有許多學生使用。
- 山梨縣立甲府南高等學校（日语：山梨県立甲府南高等学校）
- 甲府市立甲府商業高等學校（日语：甲府市立甲府商業高等学校）
- 駿台甲府小學·中學·高等學校（日语：駿台甲府小学校・中学校・高等学校）（高校中只有美術設計科）
- 甲府伊勢四郵局
- 甲府公共職業安定所
- 山梨交通伊勢町營業所（日语：山梨交通伊勢町営業所）
- 山梨縣小瀨運動公園陸上競技場（日语：山梨県小瀬スポーツ公園陸上競技場）（J1聯賽　甲府風林的主場館）
  - 步行約30分鐘。若乘坐巴士，可使用70系統「小瀨運動公園」方向班次，然後在「小瀨運動公園正門」、「陸上競技場」或「小瀨運動公園」下車。
- 甲府市中央批發市場　(在平成23年4月1日遷移至甲府市地方批發市場)
- 國道20號
- 國道358號（日语：国道358号）

## バス路線
在車站北方約500米處設有山梨交通伊勢町營業所巴士站，該處較多巴士路線停靠。
| 巴士站       | 系統   | 主要途經                                     | 目的地         | 巴士公司 | 備註 |
| ------------ | ------ | -------------------------------------------- | -------------- | -------- | ---- |
| 甲斐住吉站   | 70     | 伊勢町營業所、遊龜公園、甲府站、湯村溫泉入口 | 敷島團地       | 山梨交通 |      |
| 甲斐住吉站   | 70     | 南甲府警察署、山城小學                       | 小瀨運動公園   | 山梨交通 |      |
| 伊勢町營業所 | 01     | 甲府站南出口、一高前、湯村溫泉、羽黑町       | 山宮循環       | 山梨交通 |      |
| 伊勢町營業所 | 02     | 甲府駅南出口、一高前、湯村溫泉、千塚         | 山宮循環       | 山梨交通 |      |
| 伊勢町營業所 | 10     | 南甲府站、北大路通、甲府站北出口             | 武田神社       | 山梨交通 |      |
| 伊勢町營業所 | 12     | 南甲府站、北大路通、甲府站北出口             | 積翠寺         | 山梨交通 |      |
| 伊勢町營業所 | 14     | 甲府站北出口                                 | HANAZONO醫院   | 山梨交通 |      |
| 伊勢町營業所 | 15     | 甲府站北出口、HANAZONO醫院                   | 上帶那         | 山梨交通 |      |
| 伊勢町營業所 | 16、17 | 甲府站北口                                   | 塚原           | 山梨交通 |      |
| 伊勢町營業所 | 26     | 甲府站南出口、縣立中央醫院                   | 羽黑、山宮循環 | 山梨交通 |      |
| 伊勢町營業所 | 64     |                                              | 甲府站南出口   | 山梨交通 |      |
| 伊勢町營業所 | 70     | 甲府站南出口、飯田                           | 敷島團地       | 山梨交通 |      |
| 伊勢町營業所 | 75     | 商工會議所、甲府站南出口                     | 縣立中央醫院   | 山梨交通 |      |
| 伊勢町營業所 | 76     | 商工會議所、甲府站南出口、長塚               | 敷島營業所     | 山梨交通 |      |
| 伊勢町營業所 | 77     | 商工會議所、甲府站南出口、縣立中央醫院       | 長塚、龍王站   | 山梨交通 |      |
| 伊勢町營業所 | 78     | 商工會議所、甲府站南出口、縣立中央醫院       | 長塚、雙葉新城 | 山梨交通 |      |

## 相鄰車站
東海旅客鐵道（JR東海）
 身延線
國母－甲斐住吉－南甲府

## 注腳
1. 1 2 3 4 5  曾根悟（監修）. 朝日新聞出版分冊百科編集部（編集） , 编. . 週刊 歴史でめぐる鉄道全路線 国鉄・JR (朝日新聞出版). 2009-07-26, (3): 22–23 （日语）.
2. ↑  「山梨縣統計年鑑」